# Peixe
Peixe este un oraș în Tocantins (TO), Brazilia.